# Ejido Bordo del Capulín
Ejido Bordo del Capulín är en ort i kommunen Temoaya i delstaten Mexiko i Mexiko. Samhället hade 556 invånare vid folkräkningen 2020.